# Paso Nuevo, Cosamaloapan de Carpio
Paso Nuevo är en ort i Mexiko.   Den ligger i kommunen Cosamaloapan de Carpio och delstaten Veracruz, i den sydöstra delen av landet, 400 km öster om huvudstaden Mexico City. Paso Nuevo ligger 23 meter över havet och antalet invånare är 228.
Terrängen runt Paso Nuevo är platt. Runt Paso Nuevo är det ganska tätbefolkat, med 160 invånare per kvadratkilometer. Närmaste större samhälle är Tuxtepec, 12,2 km sydväst om Paso Nuevo. Trakten runt Paso Nuevo består till största delen av jordbruksmark.